# Tom Barlow (futbolista)
Tom Barlow (St. Louis, Misuri, Estados Unidos; 8 de julio de 1995) es un futbolista estadounidense. Juega de delantero y su equipo actual es el Chicago Fire de la Major League Soccer.

## Trayectoria

### Inicios
Barlow creció en su natal San Luis, Misuri, y asistió a la Universidad de Wusconsin, donde jugó para los Wisconsin Badgers entre 2014 y 2017. Disputó 78 encuentros y anotó 23 goles en el equipo universitario. Durante estos años formó parte del Reading United, el Des Moines Menace y el Chicago FC United de la PDL. Fue por Chicago en la U.S. Open Cup 2017 que el delantero anotó su primer gol en un encuentro profesional en la victoria por 3-1 sobre el Pittsburg Riverhounds.

### New York Red Bulls
El 19 de enero de 2018, Barlow fue seleccionado por los New York Red Bulls en la segunda ronda del SuperDraft de la MLS 2018. Firmó su primer contrato profesional el 15 de marzo con el New York Red Bulls II. Anotó su primer gol en su nuevo equipo el 27 de mayo en la victoria por 4-1 sobre el Indy Eleven. El 25 de agosto anotó un hat-trick en el segundo tiempo contra el Charleston Battery, fue empate 4-4.
Firmó contrato con el primer equipo del New York Red Bull el 8 de mayo de 2019 y en su segundo encuentro por la MLS el 19 de mayo anotó el gol de la victoria 1-0 frente al Atlanta United, batiendo al portero Brad Guzan.

## Estadísticas
Actualizado al último partido disputado el 7 de marzo de 2020.
| Reading United Estados Unidos         |               |               |    |    |   |   |   |    |    |    |
| 4.ª                                   | 2015          | 13            | 5  | -  | - | - | - | 13 | 5  |    |
| Total club                            | Total club    | 13            | 5  | 0  | 0 | 0 | 0 | 13 | 5  |    |
| Des Moines Menace Estados Unidos      |               |               |    |    |   |   |   |    |    |    |
| 4.ª                                   | 2016          | 13            | 7  | -  | - | - | - | 13 | 7  |    |
| Total club                            | Total club    | 13            | 7  | 0  | 0 | 0 | 0 | 13 | 7  |    |
| Chicago FC United Estados Unidos      |               |               |    |    |   |   |   |    |    |    |
| 4.ª                                   | 2017          | 2             | 0  | 1  | 1 | 0 | 0 | 3  | 1  |    |
| Total club                            | Total club    | 2             | 0  | 1  | 1 | 0 | 0 | 3  | 1  |    |
| New York Red Bulls II Estados Unidos  |               |               |    |    |   |   |   |    |    |    |
| 2.ª                                   | 2018          | 26            | 10 | -  | - | - | - | 26 | 10 |    |
| 2.ª                                   | 2019          | 16            | 11 | -  | - | - | - | 16 | 11 |    |
| Total club                            | Total club    | 42            | 21 | 0  | 0 | 0 | 0 | 42 | 21 |    |
| New York Red Bulls Estados Unidos     |               |               |    |    |   |   |   |    |    |    |
| 1.ª                                   | 2019          | 13            | 4  | 1  | 1 | - | - | 14 | 5  |    |
| 1.ª                                   | 2020          | 2             | 0  | -  | - | - | - | 2  | 0  |    |
| Total club                            | Total club    | 15            | 4  | 1  | 1 | 0 | 0 | 16 | 5  |    |
| Total carrera                         | Total carrera | Total carrera | 85 | 37 | 2 | 2 | 0 | 0  | 87 | 39 |
| (1) Incluye datos de la U.S. Open Cup |               |               |    |    |   |   |   |    |    |    |

### Hat-tricks
| 1 | 26 de agosto de 2018 | MUSC Health, Charleston      | Charleston Battery - NY Red Bulls II |  | 4 - 4 | USL Championship 2018 |
| 2 | 7 de junio de 2025   | Audi Field, Washington D. C. | D. C. United - Chicago Fire          |  | 1 - 7 | MLS 2025              |